# Albánci v Rakousku
Albánci v Rakousku (německy: Albaner in Österreich; albánsky: Shqiptarët në Austri) jsou migranti albánského původu a jejich potomci žijící v Rakousku. Většina z nich pochází z Kosova a Severní Makedonie, menší část poté pochází přímo z Albánie a dalších území Balkánu osídlených albánskou komunitou. V Rakousku jich žije okolo 80 tisíc.

## Historie
Na konci 14. století se Osmané poprvé dostali na území albánských pevností. Dne 2. března 1444 se albánský princ Gjergj Kastrioti, známý jako Skanderbeg, založil Ligu v Lezhë. Tato obranná aliance přivedla Osmanskou říši několikrát na pokraj kolapsu a dokázala zadržet islámskou teokracii na dalších 35 let. Vojenské úspěchy Skanderbega z něj během života vytvořily symbol křesťanství a obránce víry. Po jeho smrti v roce 1479 padla poslední samostatná albánská pevnost ve Skadaru a Albánie spadla pod osmanskou nadvládu na následujících 400 let. Nicméně během let Albánci stále bojovali za nezávislost a to až do roku 1912, kdy byla oficiálně vyhlášena nezávislost celého území. Během let bylo uspořádáno celkem 34 povstání, během kterých napadali Osmany a často dostávali finance a vojenskou podporu právě od Rakouska-Uherska.
Giorgio Basta pocházel z albánské šlechtické rodiny a byl vůdcem hlavní habsburské armády během dlouhých válek s Osmanskou říši. Arcivévoda Ferdinand II., syn císaře Ferdinanda I., viděl sám sebe jako následovníka Skanderbega. Habsburkové odolávali osmanským nájezdům často úspěšně. Ferdinand přinesl meč a helmu Skanderbega, které jsou vystavené ve Vídni dodnes. Velká turecká válka, během které se odehrálo i několik vzpour albánského obyvatelstva, skončila pro Osmany prohrou. Vítězství Rakousku přineslo rozkvět říše a začalo období úpadku vojenství v Osmanské říši.
V Rakousku žilo v roce 2017 celkem 24 445 osob s kosovským občanstvím a 31 809 obyvatel, kteří se v Kosovu narodili. Asi 2 tisíce dalších Albánců se přihlásilo k občanství v Severní Makedonii. Mimo jiné zde žilo 2 378 osob z Albánie a 3 861 osob, které se narodili v Albánii.
Od 15. prosince 2010 bylo lidem albánské národnosti povoleno vstoupit na území Rakouska bez víza, pokud byl účelem cesty turismus či práce a pokud na území strávili maximálně 90 dní v roce. Předpokladem je cestování s biometrickým pasem. Na hranicích může být po Albáncích vyžadováno doložení dokladu o financování jejich pobytu a cesty, cestovní doklady a důvod cesty do země.
Azyl pro Albánce byl velmi omezen, v roce 2009 byl udělen 68 lidem, zatímco v letech 2010 a 2011 už jen 17 lidí. Více než 10 kladně vyřízených žádostí o azyl bylo jen v roce 2010.

## Demografie
| Spolková republika | Albánské občanství | Kosovské občanství |
| ------------------ | ------------------ | ------------------ |
| Burgenland         | 40                 | 381                |
| Korutany           | 98                 | 850                |
| Dolní Rakousy      | 347                | 4 002              |
| Horní Rakousy      | 350                | 6 785              |
| Salcbursko         | 107                | 1 998              |
| Štýrsko            | 376                | 3                  |
| Tyrolsko           | 89                 | 606                |
| Vorarlbersko       | 38                 | 512                |
| Vídeň              | 1 307              | 6 780              |
| Rakousko           | 2 752              | 25 549             |

| Spolková republika | Albánie | Kosovo |
| ------------------ | ------- | ------ |
| Burgenland         | 81      | 616    |
| Korutany           | 197     | 1 272  |
| Dolní Rakousy      | 641     | 5 901  |
| Horní Rakousy      | 506     | 8 150  |
| Salcbursko         | 190     | 2 026  |
| Štýrsko            | 650     | 4 193  |
| Tyrolsko           | 153     | 707    |
| Vorarlbersko       | 79      | 697    |
| Vídeň              | 1 911   | 9 142  |
| Rakousko           | 4 390   | 32 704 |

## Významné osobnosti

### Věda
- Alessandro Goracuchi - albánský vědec, doktor a diplomat

### Vojenství
- Giorgio Basta

### Umění
- Carl von Ghega - albánsko-rakouský šlechtic a stavitel železnice v Semmeringu

### Kinematografie
- Aleksandër Moisiu - divadelní herec

### Fotbaloví hráči původem z Kosovo a Albánie

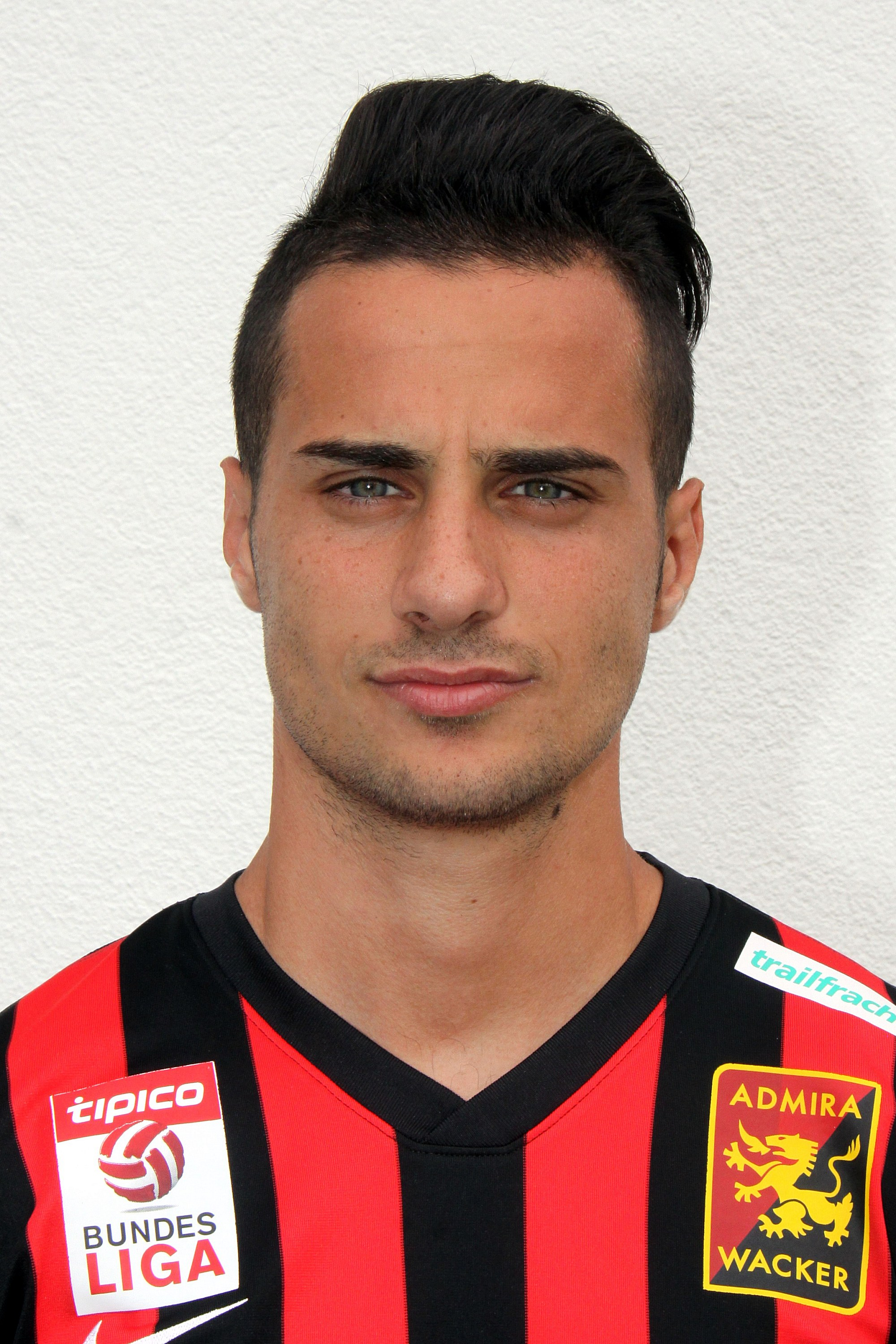
Eldis Bajrami
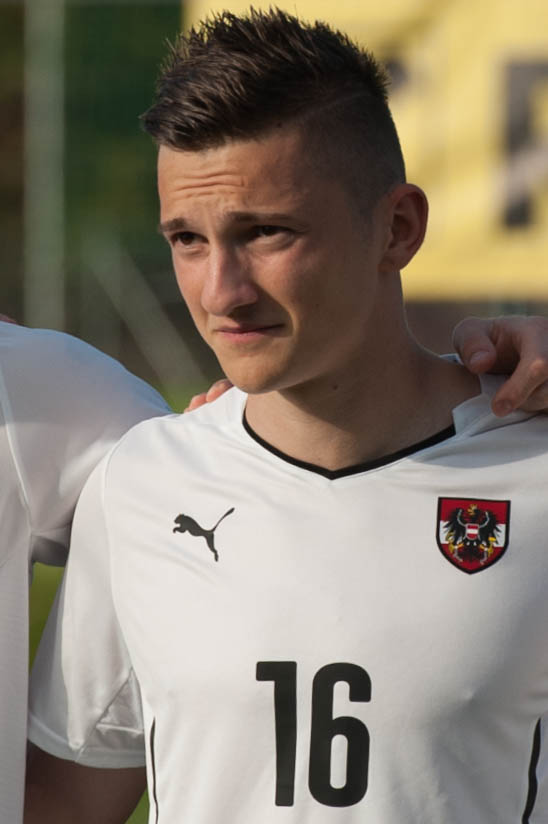
Sinan Bytyqi
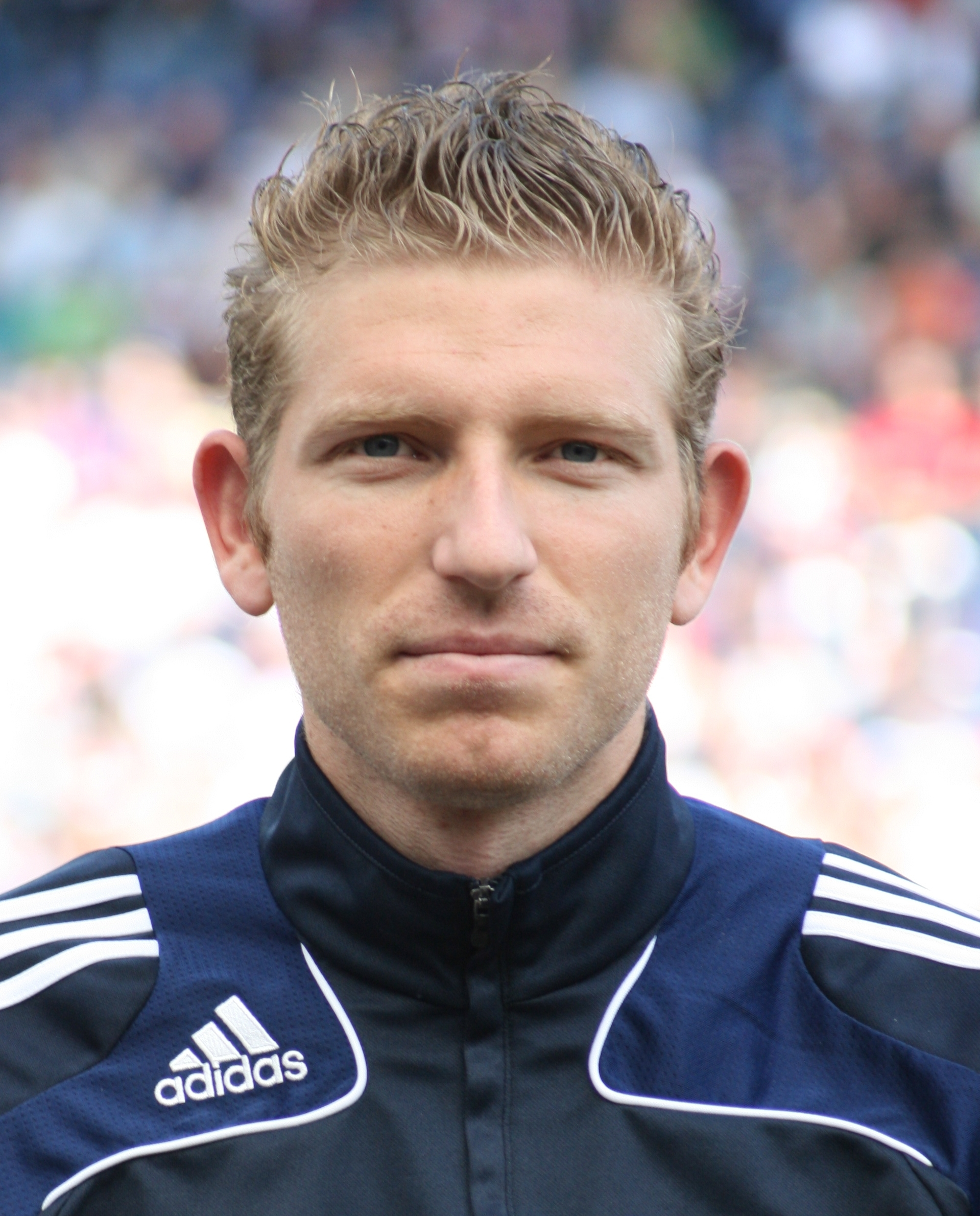
Ronald Gërçaliu
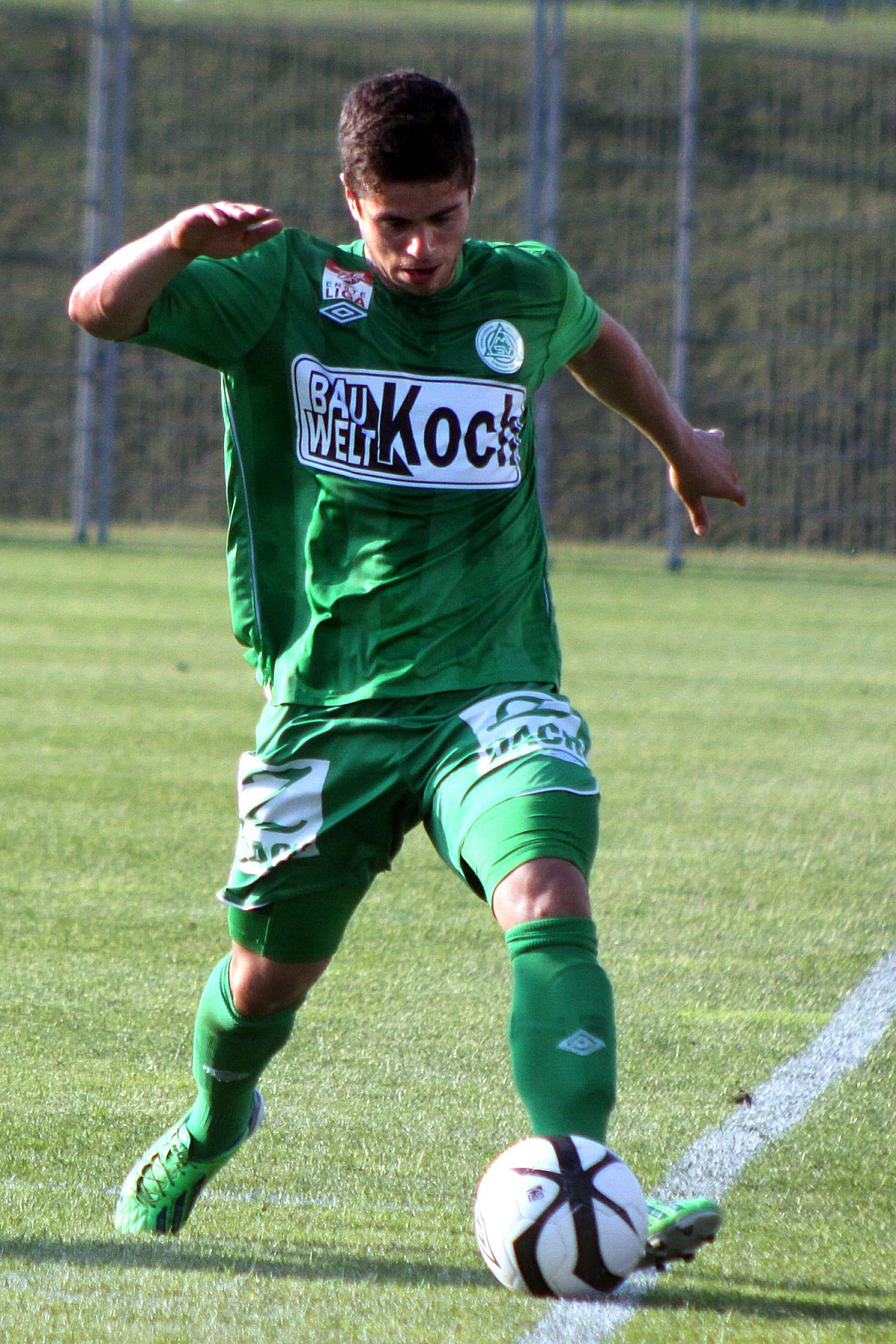
Dukagjin Karanezi
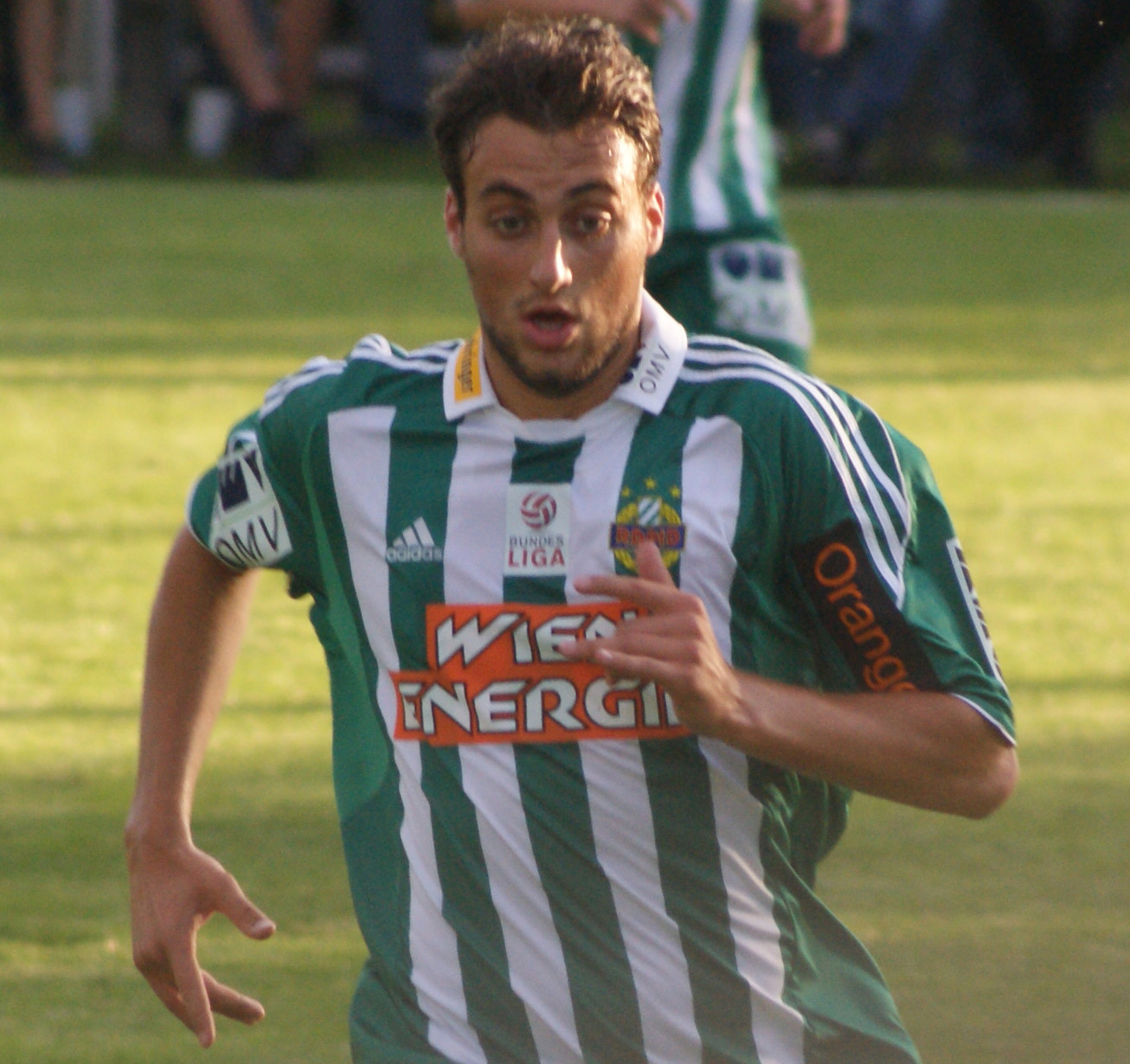
Atdhe Nuhiu
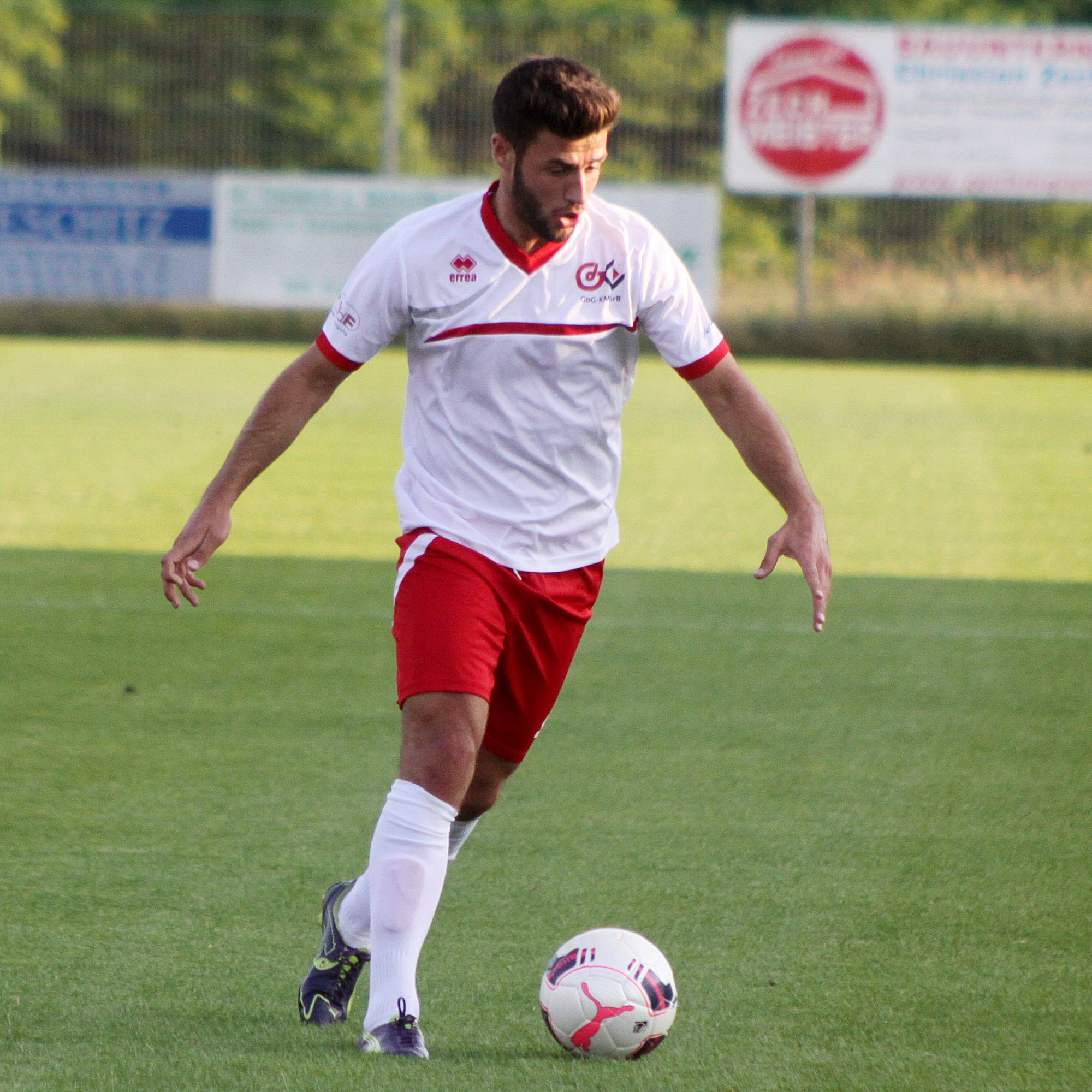
Lumbardh Salihu
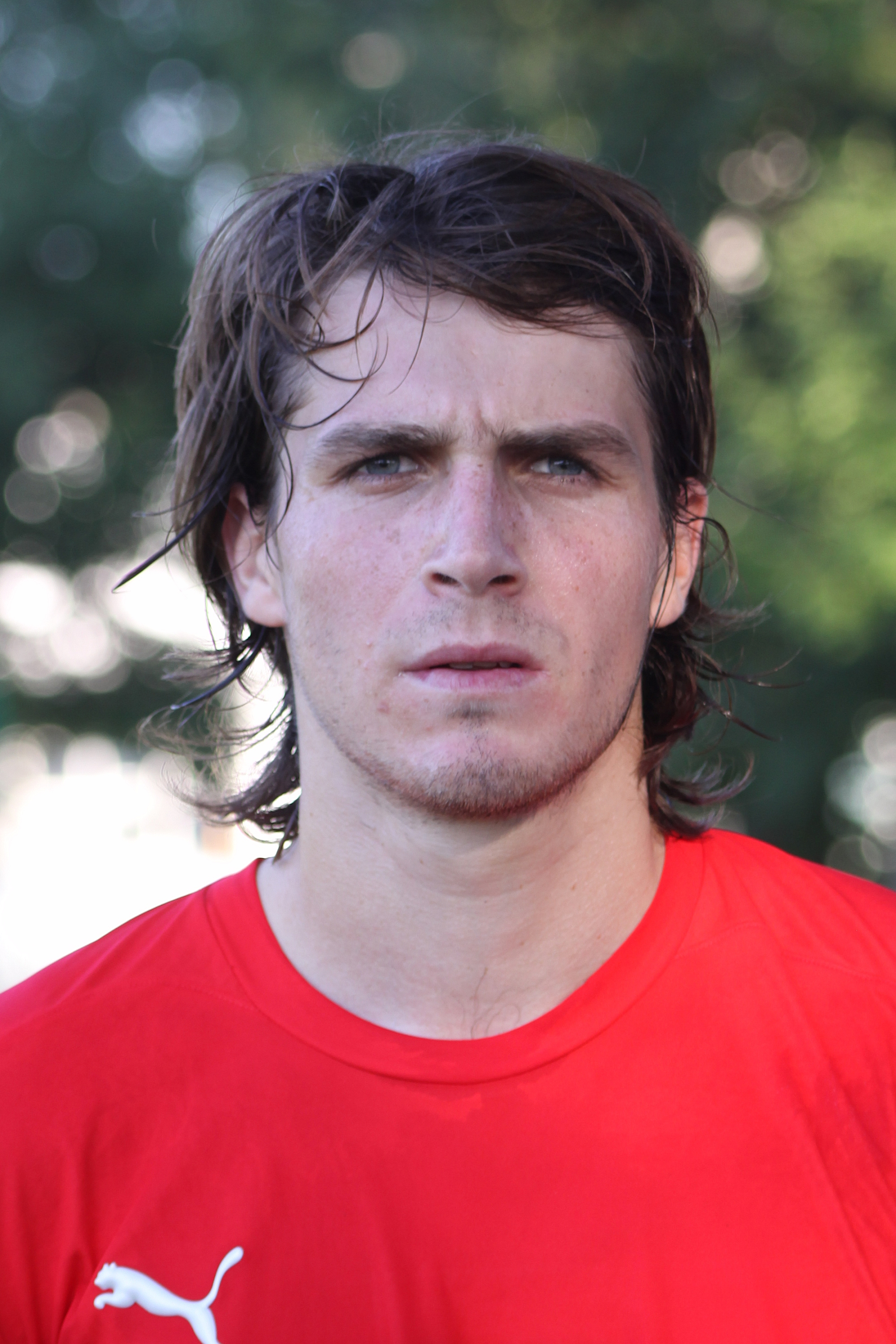
Benjamin Sulimani
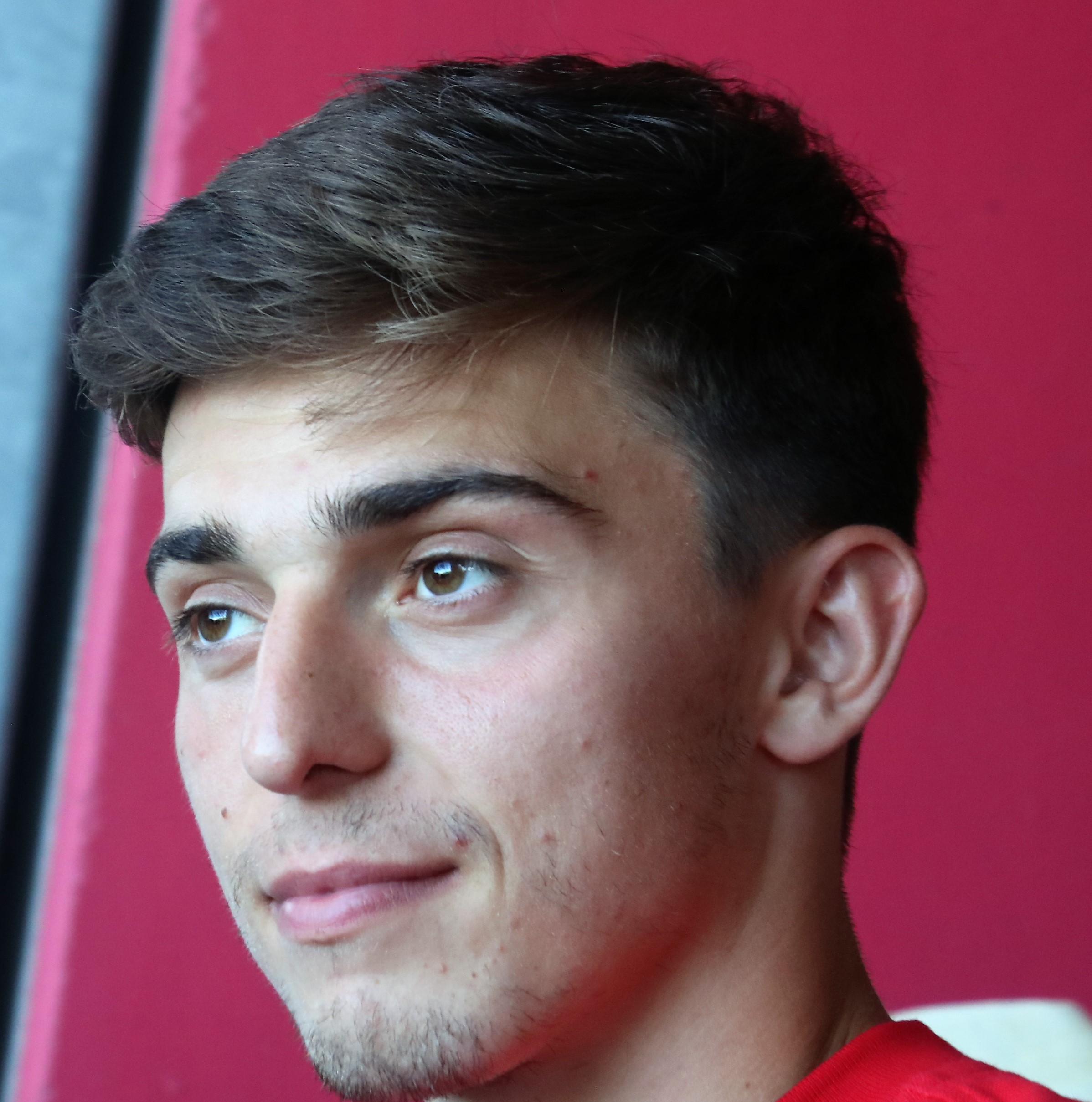
Albert Vallci
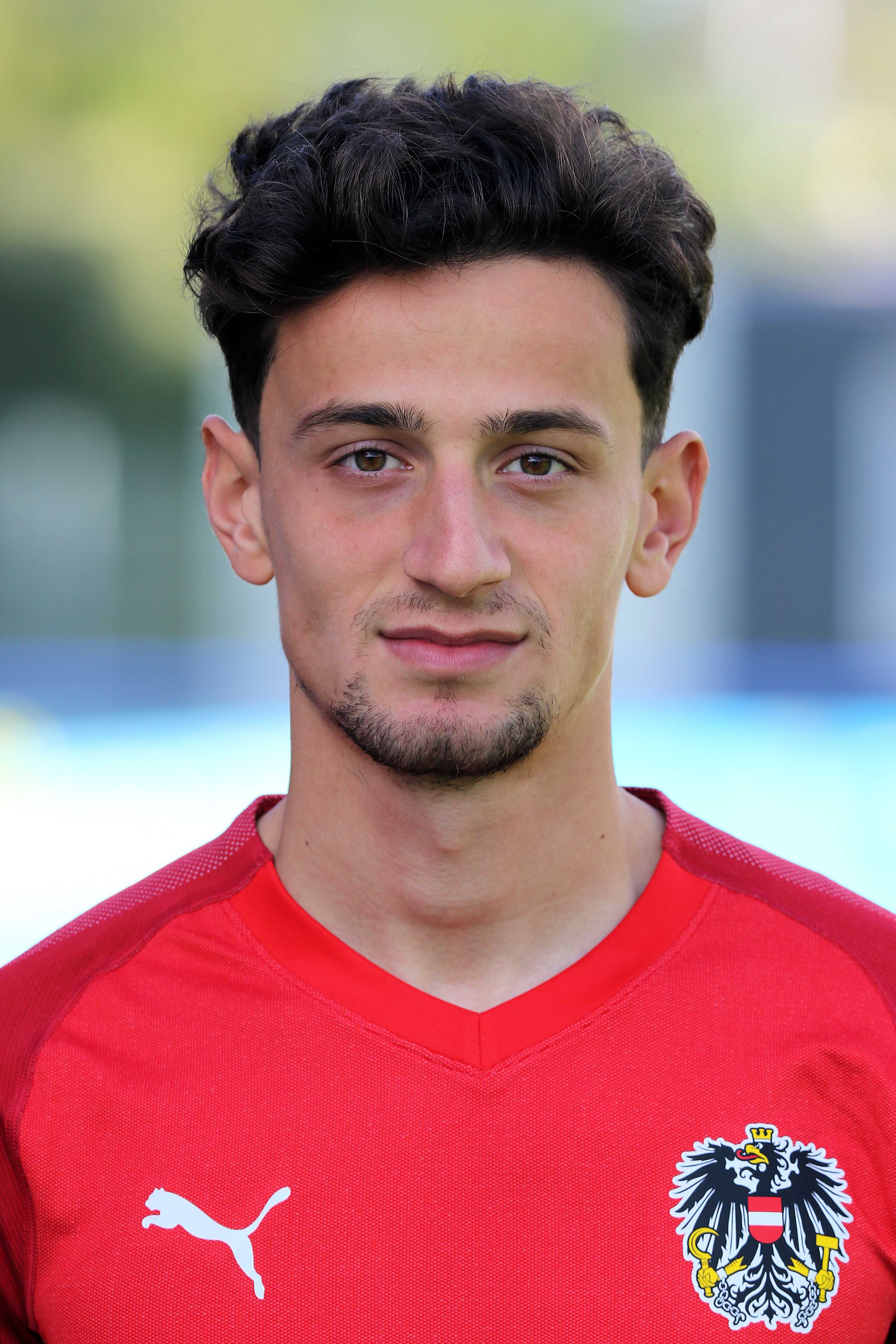
Vesel Demaku
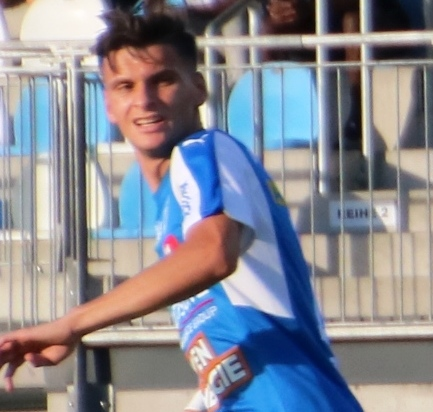
Albin Gashi